# Първенство на дублиращите отбори (Русия)
Първенството на дублиращите отбори е футболно първенство, в което участват Б отборите на клубовете от руската Премиер-Лига. То е основано през 2001 година. Първият шампион е Ротор Волгорград. През 2007 първенството на дублиращите отбори е заменено от Младежкото първенство.